# Lithocarpus mianningensis
Lithocarpus mianningensis Hu – gatunek roślin z rodziny bukowatych (Fagaceae Dumort.). Występuje naturalnie w południowych Chinach – w południowo-zachodniej części Junnanu. 

## Morfologia
PokrójZimozielone drzewo dorastające do 25 m wysokości.
LiścieBlaszka liściowa ma owalny, eliptyczny lub odwrotnie jajowato eliptyczny kształt. Mierzy 10–20 cm długości oraz 4–6 cm szerokości, jest całobrzega, ma klinową nasadę i spiczasty wierzchołek. Ogonek liściowy jest nagi i ma 15–20 mm długości.
OwoceOrzechy o elipsoidalnym kształcie, dorastają do 20–26 mm długości i 25–30 mm średnicy. Osadzone są pojedynczo w miseczkach w kształcie talerza, które mierzą 7–12 mm długości i 25–30 mm średnicy.

## Biologia i ekologia
Rośnie w wiecznie zielonych lasach częściowo zrzucających liście. Występuje na wysokości od 1100 do 2500 m n.p.m. Kwitnie w czerwcu, natomiast owoce dojrzewają od sierpnia do października.